# Gauthiot-Wasserfälle
Die Gauthiot-Wasserfälle (französisch Chutes Gauthiot, en.: Gauthiot Falls) sind eine Reihe von Kaskaden-Wasserfällen am Fluss Mayo Kébbi im Tschad. Sie liegen etwa auf halbem Wege am Flusslauf und wurden von Reader’s Digest als Naturwunder bezeichnet.

## Geographie
Am Oberlauf durchfließt der Mayo Kébbi den Tikem- und den N’gara-See und ist über den Fianga-See mit dem Logone verbunden. Vom Logone erhält der Mayo Kébbi über eine großflächige Überschwemmungsebene einen wesentlichen Anteil seiner Wassermassen.
Der Fluss weist eine scharfe Trennung von Oberlauf und Unterlauf auf, diese entsteht durch eine Reihe von Stromschnellen und der Gauthiot-Wasserfälle, die mit zwei Kaskaden insgesamt einen Höhenunterschied von 110 Metern überwinden. Dabei ist die höchste Kaskade nur 17 m hoch.
Der Kebi mündet etwa 14 km östlich der Stadt Garoua in einem breiten Mündungsdelta in den Benue, einen Zufluss des Niger.
Die Wasserfälle sind deshalb so bedeutsam weil sie an der Wasserscheide zwischen dem Einzugsgebiet des Mayo Kébbi und des Logone liegen.
Der Logone ist ein Hauptzufluss des Tschadsees. Ein Teil des Wassers verschwindet aber über die Gauthiot-Wasserfälle im Mayo Kébbi und fortschreitende Erosion führt zu einem Zurückweichen der Wasserfälle, so dass die Lage der Wasserfälle langsam stromaufwärts wandert. Geologen schätzen, dass in der Zukunft letztlich die Wasser des Logone komplett in den Mayo Kébbi abfließen und der Tschadsee einen seiner Hauptzuflüsse verlieren wird.

## Biodiversität
Die natürlicher Barriere hat auch unterschiedliche Ökosysteme geschaffen. Vier Fischarten (Synodontis violaceus, Synodontis ocellifer, Labeo lereensis, Arius gigas) kommen beispielsweise nur in den Seen The und Tréré vor, erreichen aber nicht den Tschadsee.